# Euchloe guaymasensis
Euchloe guaymasensis är en fjärilsart som beskrevs av Paul A. Opler 1987. Euchloe guaymasensis ingår i släktet Euchloe och familjen vitfjärilar. Inga underarter finns listade i Catalogue of Life.